# Cagney och Lacey
Cagney och Lacey (originaltitel: Cagney & Lacey) var en amerikansk TV-serie, som ursprungligen visades på TV-kanalen CBS i USA från den 25 mars 1982 till den 16 maj 1988. Serien sändes i totalt 125 avsnitt under sju säsonger.
Serien handlar om de två poliskvinnorna Christine Cagney (spelad av Loretta Swit i pilotavsnittet, Meg Foster i säsong 1 och Sharon Gless i resten av serien) och Mary Beth Lacey (Tyne Daly).

## Rollista (i urval)
| Meg Foster   | – Christine Cagney (säsong 1)            |
| Sharon Gless | – Christine Cagney (säsong 2-7)          |
| Tyne Daly    | – Mary Beth Lacey                        |
| Loretta Swit | – Christine Cagney (endast pilotavsnitt) |
| Al Waxman    | – Lt. Bert Samuels                       |
| John Karlen  | – Harvey Lacey                           |
| Martin Kove  | – Victor Isabecki                        |
| Carl Lumbly  | – Mark Petrie                            |
| Harvey Atkin | – Ronald Coleman                         |
| Sidney Clute | – Paul La Guardia                        |